# Caropsis
Caropsis verticillatoinundata es una especie de planta herbácea perteneciente a la familia Apiaceae, es el único miembro del género Caropsis. Es un endemismo del sudoeste de Europa.

## Descripción
Es un hierba perennifolia, glabra. Raíces 0,2-0,5 mm de grosor. Tallos (4)9-25 cm, erectos, decumbentes o decumbente-ascendentes, algunos estoloníferos y enraizantes en los nudos. Hojas de 3-12(17) cm; las basales –formadas en las etapas de encharcamiento–, que sobrepasan algunas veces al tallo, reducidas al pecíolo y raquis, o provistas en el extremo de dientes cortos y finos, huecas; las emergidas y las caulinares, más cortas, con pares de segmentos de indivisos a pinnatisectos, formados por lóbulos de 0,2-1 cm, lineares o filiformes, frecuentemente bífidos, mucronados, dispuestos con apariencia de verticilos a lo largo del raquis; las inferiores pecioladas; las superiores sésiles, vaina foliar (0,2)0,5- 0,8(1,3) cm, con margen escarioso y blanquecino. Las inflorescencias en umbelas con 3-6(10) radios de (3)5-11(14) mm, subiguales, sobre pedúnculos de (0,6)1-3,6(5) cm. Brácteas de 2-4(6), de (1)2,0-3,0(4,5) × (0,5)0,6-1(1,2) mm –cuya longitud es 1/2-1/4 la de los radios–, persistentes, linear-elípticas e indivisas en los ejemplares más pequeños, bífidas o 1 vez pinnatisectas en los de mayor tamaño, cortamente mucronadas y con un estrecho margen membranáceo. Umbélulas con (3)5-9(11) flores, radios (1)1,5-2,6(3,2) mm, subiguales. Bractéolas 4-5(6), de (1)1,5- 2,2(2,6) × (0,3)0,5-0,7(1) mm, persistentes, linear-elípticas, indivisas y con margen membranáceo muy estrecho. Cáliz con dientes de (0,1)0,3-0,5 mm, subulados o triangulares, persistentes y acrescentes en la fructificación. Pétalos (0,5)0,6-0,7 × (0,3)0,5-0,7 mm. Estilos 0,3-0,5 mm, lineares, erecto-patentes. Frutos 1,2-2,2 × 0,6-1 mm; mericarpos con las 5 costillas ligeramente engrosadas (de 0,1 mm de grosor) y lisas.

## Distribución y hábitat
Se encuentra en suelos encharcados, turbosos, de bordes de lagunas y ríos, preferentemente en lugares abiertos y en arenas; a una altitud de 25-450 metros W, C y SW de Francia, W y SW de la Península ibérica.

## Taxonomía
Caropsis verticillatoinundata fue descrita por (Thore) Rauschert y publicado en Taxon 31: 556. 1982.
Citología
Número de cromosomas de Caropsis verticillato-inundata (Fam. Umbelliferae) y táxones infraespecíficos: n=20
Sinonimia
- Thorella verticillato-inundata (Thore) Briq.[4]